# Rewal (stacja kolejowa)
Rewal – stacja gryfickiej kolei wąskotorowej w Rewalu, w województwie zachodniopomorskim, w Polsce.